# Plaza del Pedró
La plaza del Pedró (en catalán: plaça del Pedró) es una plaza de Barcelona. Está en el barrio de El Raval, en la confluencia de la calle del Carmen y Calle Hospital. En ella está la fuente de Santa Eulalia.

## Nombre de la plaza
El nombre de la plaza proviene de la columna o padrón en recuerdo de Santa Eulalia de Barcelona, que, según la leyenda, fue maritirizada y crucificada en este lugar. El monumento más destacado de la plaza es la fuente de Santa Eulalia.

## Vecinos ilustres
Muy cerca de la plaza nació el escritor Manuel Vázquez Montalbán, en la calle de Botella n.º 11, como él mismo señala en su libro Barcelonas.

## Reforma
En mayo de 2012 finalizaron las obras de la plaza del Pedró. Con un coste estimado de algo más de 900 000 euros, las reformas ganaron espacio para los peatones y soterraron el sistema automático de recogida de basuras. En las excavaciones de las mismas, se hallaron esqueletos humanos de los ss. V-VII y parte de los muros de un monasterio del medievo, el Convent de les Gerònimes.